# Walter von Gulat-Wellenburg
Walter Karl Hermann von Gulat-Wellenburg (* 29. März 1877 in Karlsruhe; † 1. August 1944 in Irschenhausen) war ein deutscher Neurologe und Psychiater.

## Leben
Walter Gulat von Wellenburg war der Sohn des Verwaltungsjuristen und Großherzoglich-badischen Kammerherrn Eduard Gulat von Wellenburg (1835–1901) und der Elise Benedicta von Gulat-Wellenburg, geborene Grötz (1848–1930). Sein Bruder war der Großherzogliche Kammerherr und Staatsarchivar Max Gulat von Wellenburg (1868–1926).
Von Gulat-Wellenburg studierte an der Albert-Ludwigs-Universität Freiburg, in Paris, an der Ludwig-Maximilians-Universität München und an der Christian-Albrechts-Universität zu Kiel, wo er 1902 approbierte und promoviert wurde. 1903/04 war er als Schiffsarzt des Norddeutschen Lloyd tätig. 1905 hospitierte er an der II. Psychiatrischen- und Nervenklinik in Wien und war 1906 als Arzt in Baden-Baden niedergelassen.
Am 9. Februar 1907 heiratete er in Karlsruhe die in Triest geborene Emma Anna von Chrismar (1882–1962). Mit ihr zusammen ging er 1907 nach München, wo er sich als Nervenarzt niederließ, zunächst wohnhaft und praktizierend in der Leopoldstraße 18. 1910 gebar ihm seine Frau eine Tochter und 1913 einen Sohn.
In München stieß er auch auf Mathilde von Kemnitz, mit der er zusammen die kritische Betrachtung zu Albert von Schrenck-Notzings Materialisations-Phänomene von 1914 verfasste. Noch vor dem Ersten Weltkrieg war er bei der Kaiserlichen Marine zum Stabsarzt der Reserve aufgestiegen; bei seinem späteren Ausscheiden aus dem Reservedienstverhältnis war er Oberstabsarzt d. Res. a. D. Zudem war er Mitglied des Sanitätsdienstes des Deutschen Ritterordens (Marianer). 1919 wurde er als ordentliches Mitglied im Automobilclub von Deutschland aufgenommen.
1926 verlegte er Wohnsitz und Praxis in die Rheinbergerstraße 5, 1927 in die Clemensstraße 28 und dann 1928 in die Ainmillerstraße 33. Im Ruhestand wohnte er mit seiner Frau in der Elisabethstraße 10, wo er 1938 noch praktizierte.

## Schriften (Auswahl)
- Calcaneusexostose. Diss. Univ. Kiel, Kiel 1903.
- mit Mathilde von Kemnitz: Moderne Mediumforschung. Kritische Betrachtungen zu Dr. v. Schrenck-Notzing’s „Materialisationsphaenomene“. J. F. Lehmann, München 1914.
- mit Carl Graf von Klinckowström und Hans Rosenbusch: Der physikalische Mediumismus. [aus der Reihe Der Okkultismus in Urkunden; hrsg. von Max Dessoir]; Ullstein, Berlin 1925. [1.–3. Aufl.]
- mit Carl Graf von Klinckowström, Hans Rosenbusch und Harry Price: Alleged exposure of Frau Maria Silbert. Ullstein, Berlin 1925.
- Das Wunder der Autosuggestion. Eine Methode der Heilung durch verborgene Seelenkräfte. [= Band 1 von Neuland des Wissens]; Gesellschaft für Bildungs- und Lebensreform, Kempten im Allgäu 1925.
- Denken und Handeln im Okkultismus. Verlag der Deutschen Rundschau, Baden-Baden 1941.